# Saison 4 d'Empire
Chronologie
Saison 3 Saison 5
Cet article présente le guide des épisodes de la quatrième saison de la série télévisée américaine Empire.

## Généralités
- Aux États-Unis, la saison a été diffusée du 27 septembre 2017 au 23 mai 2018 sur le réseau Fox.

## Distribution

### Acteurs principaux
- Terrence Howard (VF : Serge Faliu) : Lucious Lyon (en)
- Taraji P. Henson (VF : Annie Milon) : Cookie Lyon (en)
- Trai Byers (VF : Namakan Koné) : Andre Lyon
- Jussie Smollett (VF : Benjamin Pascal) : Jamal Lyon (en)
- Bryshere Y. Gray (VF : Jhos Lican) : Hakeem Lyon
- Grace Gealey (VF : Geneviève Doang) : Anika Calhoun
- Gabourey Sidibe (VF : Fily Keita) : Becky Williams
- Ta'Rhonda Jones (VF : Laura Zichy) : Porsha Taylor
- Serayah McNeill (VF : Jennifer Fauveau) : Tiana Brown
- Xzibit (VF : Frédéric Souterelle) : Leslie « Shyne » Johnson
- Rumer Willis (VF : Ariane Aggiage) : Tory Ash
- Terrell Carter (VF : Jean-Luc Atlan) : Warren Hall
- Andre Royo (VF : Julien Chatelet) : Thurston « Thirsty » Rawlings

### Acteurs récurrents
- Forest Whitaker (VF : Emmanuel Jacomy) : Eddie Barke
- Vivica A. Fox (VF : Pascale Vital) : Candace Holloway, sœur aînée de Cookie
- Demi Moore (VF : Marie Vincent) : Claudia
- Leslie Uggams (VF : Sylvie Genty) : Leah Walker
- Taye Diggs (VF : Bruno Dubernat) : Angelo Dubois
- Phylicia Rashād (VF : Françoise Pavy) : Diana Dubois
- Teyonah Parris : détective Pamela Rose
- Charles D. Clark : Shine's Main Goon
- Tasha Smith (en) (VF : Jacky Tavernier) : Carol Hardaway, Sœur de Cookie
- Nicole Ari Parker : Giselle Barker, la femme d'Eddie
- Alfre Woodard : Renee, la mère de Cookie[1]
- Kade Wise : Azal[2]
- Chet Hanks : Blake[2]

### Invités
- Queen Latifah (VF : Armelle Gallaud) : Carlotta Brown
- Sierra McClain (VF : Coralie Coscas) : Nessa Parker
- Tisha Campbell-Martin (VF : Véronique Augereau) : Brooke
- Cassandra Elizabeth Ventura (VF : Flora Brunier) : Haven
- Gaydon Sebastien (lui-même)

## Épisodes

### Épisode 1:L’Empreinte du passé
- États-Unis /  Canada : 27 septembre 2017 sur FOX[3] / CHCH-DT[4]
- France : 16 février 2019[5] sur MTV[6]
  - Mai 2021 sur Disney+

- États-Unis : 7,05 millions de téléspectateurs[7] (première diffusion)

### Épisode 2:Éternel recommencement
- États-Unis /  Canada : 4 octobre 2017 sur FOX / CHCH-DT
- France : 16 février 2019 sur MTV
  - Mai 2021 sur Disney+

- États-Unis : 5,89 millions de téléspectateurs[8] (première diffusion)

### Épisode 3:L'Œuvre du Diable
- États-Unis /  Canada : 11 octobre 2017 sur FOX / CHCH-DT
- France : 23 février 2019 sur MTV
  - Mai 2021 sur Disney+

- États-Unis : 5,93 millions de téléspectateurs[9] (première diffusion)

### Épisode 4:L'Alpha et l’Oméga
- États-Unis /  Canada : 18 octobre 2017 sur FOX / CHCH-DT
- France : 23 février 2019 sur MTV
  - Mai 2021 sur Disney+

- États-Unis : 5,65 millions de téléspectateurs[10] (première diffusion)

### Épisode 5:La Vie en couleurs
- États-Unis /  Canada : 8 novembre 2017 sur FOX / CHCH-DT
- France : 2 mars 2019 sur MTV
  - Mai 2021 sur Disney+

- États-Unis : 5,40 millions de téléspectateurs[11] (première diffusion)

### Épisode 6:L'Audience
- États-Unis /  Canada : 15 novembre 2017 sur FOX / CHCH-DT
- France : 2 mars 2019 sur MTV
  - Mai 2021 sur Disney+

- États-Unis : 6,05 millions de téléspectateurs[12] (première diffusion)

### Épisode 7:Jour de grève
- États-Unis /  Canada : 29 novembre 2017 sur FOX / CHCH-DT
- France : 9 mars 2019 sur MTV
  - Mai 2021 sur Disney+

- États-Unis : 5,05 millions de téléspectateurs[13] (première diffusion)

### Épisode 8:Amours sanglantes
- États-Unis /  Canada : 6 décembre 2017 sur FOX / CHCH-DT
- France : 9 mars 2019 sur MTV
  - Mai 2021 sur Disney+

- États-Unis : 5,68 millions de téléspectateurs[14] (première diffusion)

### Épisode 9:Œil pour œil
- États-Unis /  Canada : 13 décembre 2017 sur FOX / CHCH-DT
- France : 16 mars 2019 sur MTV
  - Mai 2021 sur Disney+

- États-Unis : 5,91 millions de téléspectateurs[15] (première diffusion)

### Épisode 10:Pris au piège
- États-Unis /  Canada : 28 mars 2018 sur FOX / CHCH-DT
- France : 16 mars 2019 sur MTV
  - Mai 2021 sur Disney+

- États-Unis : 6,22 millions de téléspectateurs[16] (première diffusion)

### Épisode 11:Quand le cœur s'emballe
- États-Unis /  Canada : 4 avril 2018 sur FOX / CHCH-DT
- France : 23 mars 2019 sur MTV
  - Mai 2021 sur Disney+

- États-Unis : 5,57 millions de téléspectateurs[17] (première diffusion)

### Épisode 12:Cœur brisé
- États-Unis /  Canada : 11 avril 2018 sur FOX / CHCH-DT
- France : 23 mars 2019 sur MTV
  - Mai 2021sur Disney+

- États-Unis : 5,91 millions de téléspectateurs[18] (première diffusion)

### Épisode 13:Confrontation
- États-Unis /  Canada : 18 avril 2018 sur FOX / CHCH-DT
- France : 30 mars 2019 sur MTV
  - Mai 2021 sur Disney+

- États-Unis : 5,41 millions de téléspectateurs[19] (première diffusion)

### Épisode 14:Double face
- États-Unis /  Canada : 25 avril 2018 sur FOX / CHCH-DT
- France : 30 mars 2019 sur MTV
  - Mai 2021 sur Disney+

- États-Unis : 5,34 millions de téléspectateurs[20] (première diffusion)

### Épisode 15:Garde tes amis près de toi
- États-Unis /  Canada : 2 mai 2018 sur FOX / CHCH-DT
- France : 6 avril 2019 sur MTV
  - Mai 2021 sur Disney+

- États-Unis : 5,28 millions de téléspectateurs[21] (première diffusion)

### Épisode 16:Concurrence
- États-Unis /  Canada : 9 mai 2018 sur FOX / CHCH-DT
- France : 6 avril 2019 sur MTV
  - Mai 2021 sur Disney+

- États-Unis : 5,02 millions de téléspectateurs[22] (première diffusion)

### Épisode 17:Envers et contre tous
- États-Unis /  Canada : 16 mai 2018 sur FOX / CHCH-DT
- France : 13 avril 2019 sur MTV
  - Mai 2021 sur Disney+

- États-Unis : 5,14 millions de téléspectateurs[23] (première diffusion)

### Épisode 18:Une page se tourne
- États-Unis /  Canada : 23 mai 2018 sur FOX / CHCH-DT
- France : 13 avril 2019 sur MTV
  - Mai 2021 sur Disney+

- États-Unis : 5,30 millions de téléspectateurs[24] (première diffusion)

## Audiences aux États-Unis
| N° d'épisode | Titre original                  | Titre français             | Chaîne | Date de diffusion originale | Audience (en millions de téléspectateurs) | Taux sur les 18-49 ans |
| ------------ | ------------------------------- | -------------------------- | ------ | --------------------------- | ----------------------------------------- | ---------------------- |
| 1            | Noble Memory                    | L’Empreinte du passé       | FOX    | 27 septembre 2017           | 7.05                                      | 2.4                    |
| 2            | Full Circle                     | Éternel recommencement     | FOX    | 4 octobre 2017              | 5.89                                      | 1.9                    |
| 3            | Evil Manners                    | L'Œuvre du Diable          | FOX    | 11 octobre 2017             | 5.93                                      | 2.0                    |
| 4            | Bleeding War                    | L'Alpha et l’Oméga         | FOX    | 18 octobre 2017             | 5.65                                      | 1.8                    |
| 5            | The Fool                        | La Vie en couleurs         | FOX    | 8 novembre 2017             | 5.40                                      | 1.8                    |
| 6            | Fortune Be Not Crost            | L'Audience                 | FOX    | 15 novembre 2017            | 6.05                                      | 2.0                    |
| 7            | The Lady Doth Protest           | Jour de grève              | FOX    | 29 novembre 2017            | 5.05                                      | 1.7                    |
| 8            | Cupid Painted Blind             | Amours sanglantes          | FOX    | 6 décembre 2017             | 5.68                                      | 1.8                    |
| 9            | Slave to Memory                 | Œil pour œil               | FOX    | 13 décembre 2017            | 5.95                                      | 1.9                    |
| 10           | Birds in the Cage               | Pris au piège              | FOX    | 28 mars 2018                | 6.22                                      | 2.0                    |
| 11           | Without Apology                 | Quand le cœur s'emballe    | FOX    | 4 avril 2018                | 5.57                                      | 1.8                    |
| 12           | Sweet Sorrow                    | Cœur brisé                 | FOX    | 11 avril 2018               | 5.91                                      | 1.9                    |
| 13           | Of Hardiness is Mother          | Confrontation              | FOX    | 18 avril 2018               | 5.41                                      | 1.8                    |
| 14           | False Face                      | Double face                | FOX    | 25 avril 2018               | 5.34                                      | 1.7                    |
| 15           | A Lean and Hungry Look          | Garde tes amis près de toi | FOX    | 2 mai 2018                  | 5.28                                      | 1.7                    |
| 16           | Fair Terms                      | Concurrence                | FOX    | 9 mai 2018                  | 5.02                                      | 1.6                    |
| 17           | Bloody Noses and Crack'd Crowns | Envers et contre tous      | FOX    | 16 mai 2018                 | 5.14                                      | 1.6                    |
| 18           | The Empire Unpossess'd          | Une page se tourne         | FOX    | 23 mai 2018                 | 5.30                                      | 1.7                    |